# Soukaïna
Soukaïna (Arabisch: سوكينة; ook gespeld als Soukaina of Soukaîna) is een voornaam voor meisjes. De naam is afkomstig uit Marokko. Het is afgeleid van het woord souketh dat stilte, rust, kalmte betekent.
De naam is nieuw in Nederland. In de namenlijst van de Sociale Verzekeringsbank komt hij pas voor vanaf 2009. In 2011 waren er in Nederland 279 personen met de voornaam Soukaina en 45 met de naam Soukaïna.